# Oscar Olsson-museet

Oscar Olsson-museet i Malmö är ett museum om Oscar Olsson, även känd som "Olsson med skägget", en av de mest betydande folkbildningsivrarna i Sverige under tidigt 1900-tal.
Oscar Olsson-museet i Malmö berättar historien om hans liv och gärning med hjälp av föremål, texter, fotografier, filmer, forskningsrapporter och litteratur.
Museet har öppet för bokade guidningar, och för tillgång till böcker, artiklar och annat tryckt material, efter överenskommelse. Det finns även en vandringsutställning som sändes efter överenskommelse till andra museer, folkhögskolor eller bibliotek i landet.
Oscar Olsson-museet i Malmö instiftade år 2013 Oscarspriset i svensk folkbildning.

## Bakgrund
Oscar Olsson var en betydande person i den svenska studieförbundskulturen och i den svenska pedagogikens historia och han kom att kallas "studiecirkelns fader". Olssons bidrag till den svenska skolans utveckling var avsevärt. Detta arbete drev han som riksdagsman under flera årtionden.

## Historia
Initiativtagare till museet var Jan Gyllenbok, verksamhetschef för Studieförbundet NBV i Skåne. Museet invigdes den 28 september 2007 av Ruben Baggström, förbundsordföranden i Studieförbundet NBV. Dess ursprungliga adress var Kungsgatan 16A, där det med sina blott 11,6 kvm var världens till ytan minsta offentliga museum. 2009 flyttade museet till Ehrensvärdsgatan 4  och i maj 2015 till sin nuvarande adress på Ystadvägen 15.

## Oscar Olsson-museets Skriftserie
Sedan våren 2013 utger museet en skriftserie i folkbildningsrelaterade ämnen. 
1. Bildning då och nu - ett studiecirkelmaterial. ISBN 978-91-979660-3-0
2. Bättre möten - om mötestyper i ideella organisationer. ISBN 978-91-979660-0-9
3. Årsskrift 2013. ISBN 978-91-979660-2-3
4. Bolji Sastanci. ISBN 978-91-979660-4-7
5. Shirka Wanaagsan. ISBN 978-91-979660-5-4
6. Årsskrift 2014. ISBN 978-91-979660-7-8
7. Årsskrift 2015. ISBN 978-91-982847-0-6
8. Årsskrift 2016. ISBN 978-91-982847-6-8
9. Årsskrift 2017. ISBN 978-91-982847-8-2
10. Årsskrift 2018. ISBN 978-91-984453-6-7
11. Årsskrift 2019. ISBN 978-91-985334-3-9

## Interiörbilder

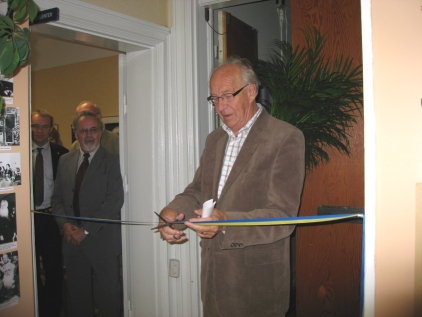
Ruben Baggström inviger museet 2007
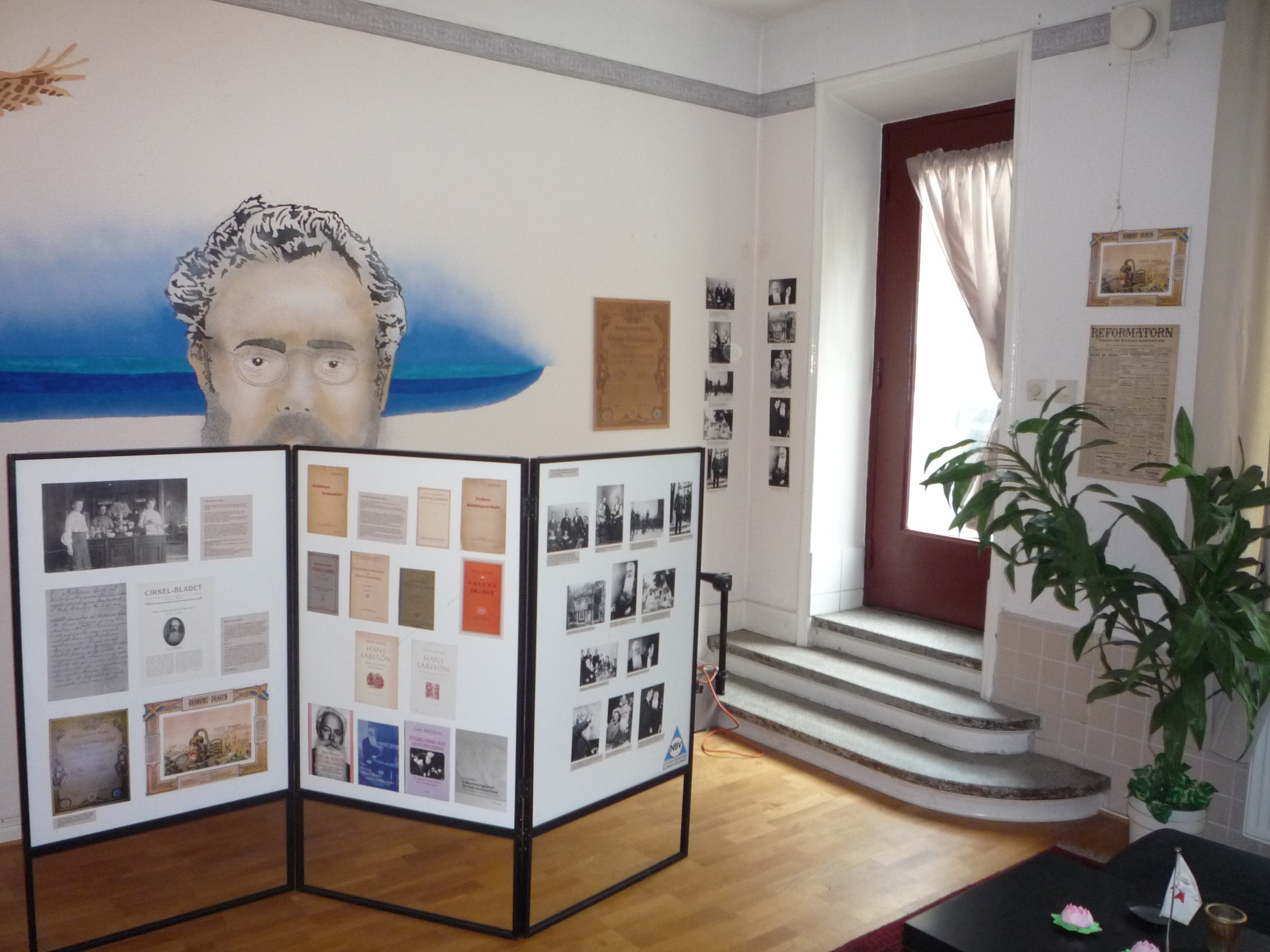
Interiör före 2014 från museet på Ehrensvärdsgatan 4
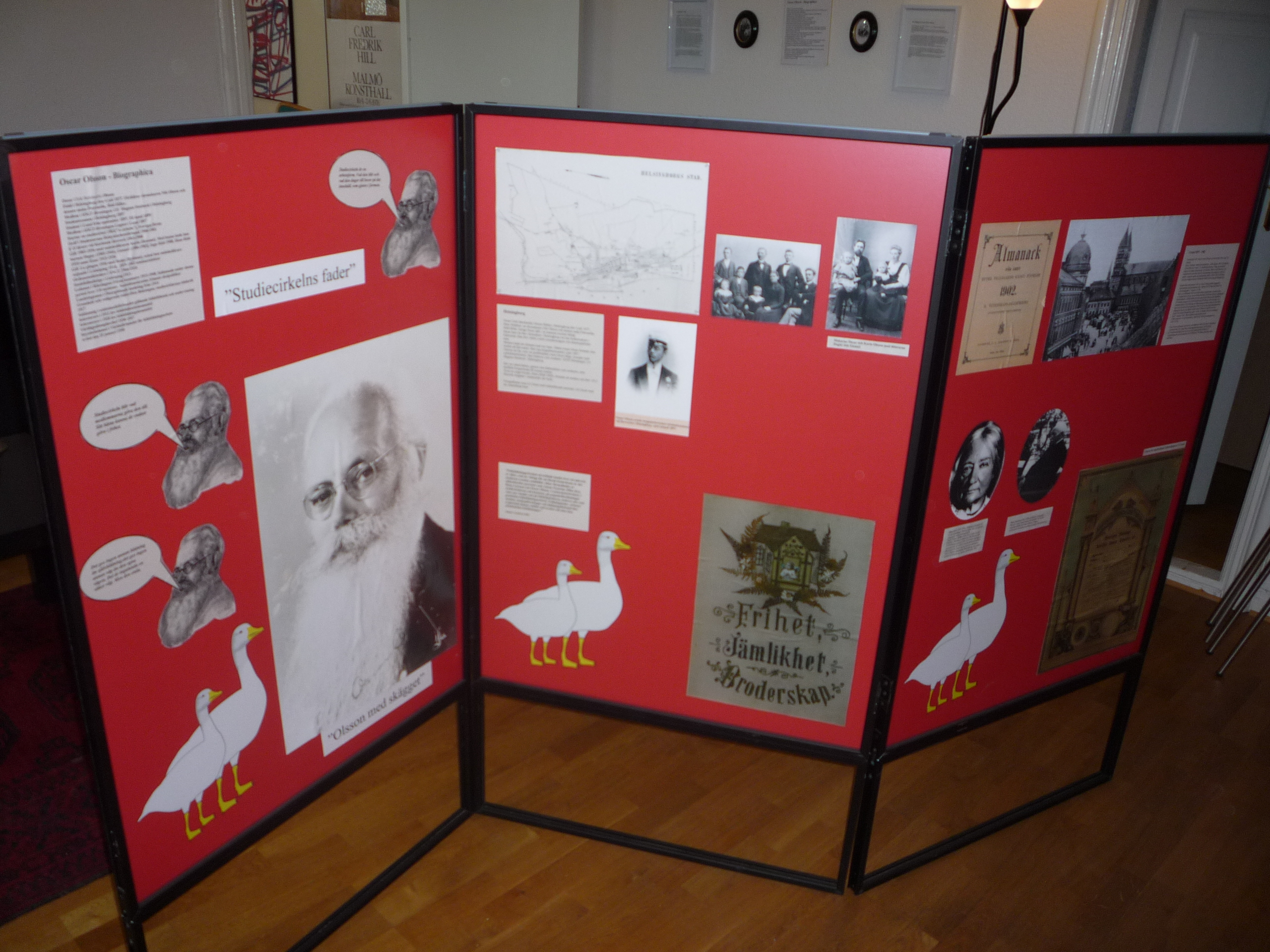
Vandringsutställning, andra sidan
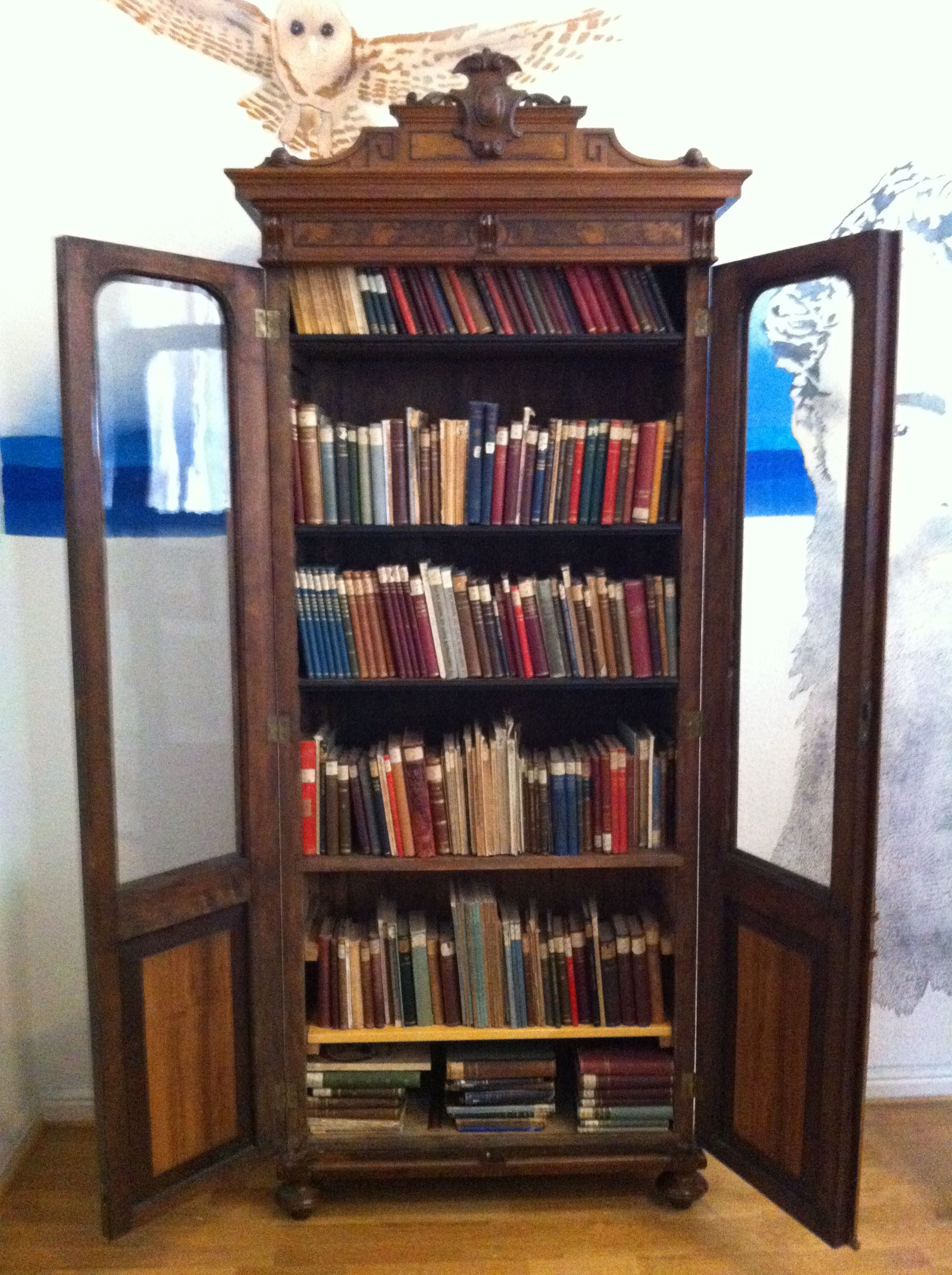
Interiör före 2014 från museet på Ehrensvärdsgatan 4